# 羅斯福帕克 (密歇根州)
羅斯福帕克（英語：Roosevelt Park）是一個位於美國密歇根州馬斯基根縣的城市。

## 人口
根據2020年美國人口普查的數據，羅斯福帕克的面積為2.66平方千米，當中陸地面積為2.66平方千米，而水域面積為0.00平方千米。當地共有人口4172人，而人口密度為每平方千米1,568人。